# Hissop
Hissop – jednostka osadnicza w Stanach Zjednoczonych, w stanie Alabama, w hrabstwie Coosa.